# Dobrąg
Dobrąg [ˈdɔbrɔnk] (tiếng Đức: Debrong) là một khu định cư ở khu hành chính của Gmina Barczewo, tthuộc huyện Olsztyński, Warmińsko-Mazurskie, ở miền bắc Ba Lan. Nó nằm khoảng 6 kilômét (4 mi) về phía đông của Barczewo và 18 km (11 mi) về phía đông của thủ đô khu vực Olsztyn.
Trước năm 1772, khu vực này là một phần của Vương quốc Ba Lan, 1772-1945 Phổ và Đức (Đông Phổ).
Khu định cư có dân số 4 người.